# Immigració a Espanya
El fenomen de la immigració a Espanya ha tingut un pes superior a la migració des de mitjan dècada dels anys vuitanta del segle XX i des de l'any 2000 el fenomen va començar a créixer de manera vertiginosa. Entre 1990 i el 2005, Espanya fou "un dels principals països receptors d'immigració a nivell mundial". Aquest fenomen va resultar tardà per dècades en comparació a altres països europeus pel paral·lel desenvolupament econòmic i social endarrerit. Entre 2018 i 2023 el creixement acumulat ha estat del 34%. El 31 de desembre de 2023 els estrangers amb autorització de residència en vigor subjectes al règim d'estrangeria era de 2.922.830 persones, i estrangers irregulars. amb una edat mitjana de 37 anys, amb una lleugera prevalença dels homes (53%) sobre les dones (47%).

## Tipus d'immigrants
En funció de l'origen i el tipus de documentació, els immigrants s'agrupen en diferents categories: estrangers amb una autorització de residència en vigor, subjectes al règim d'estrangeria; estrangers amb autoritzacions per raons de protecció internacional o apatrídia; Persones britàniques i familiars que tenen una Targeta d'Identificació d'Estranger (TIE) expedida en virtut de l'Acord de Retirada; estrangers amb certificat de registre (o una targeta de residència de familiar de ciutadà de la Unió) expedit pel Registre Central de persones estrangeres (En aquest grup s'hi inclouen tant els ciutadans UE/AELC i els seus familiars subjectes al règim de Lliure Circulació); i estrangers irregulars.
L'aparent disminució del nombre de ciutadans d'origen extracomunitari a Espanya també es deu també al nombre de nacionalitzacions realitzades en 2011, els quals desapareixen de les taules d'estrangers de l'INE i a altres factors com les nacionalitzacions en origen d'acord amb la llei de la memòria històrica, unes 300.000 a Llatinoamèrica.

## Història

Impacte de la immigració en l'estructura de la població espanyola.

En unes poques dècades, Espanya ha passat de ser un país generador d'emigració a ser un receptor de flux migratori. A partir de 1973, amb la crisi del petroli, els fluxes migratoris de les àrees rurals espanyoles a les ciutats i l'emigració d'espanyols a l'estranger va començar a deixar de ser significativa i es va produir la tornada de molts emigrants espanyols que es manté avui dia; fet que es creu que ha estat forçat pel descens de l'atractiu laboral dels països d'acolliment i altres relacionades amb assumptes de pensió de vellesa.
El restabliment de la democràcia va coincidir amb una fase de relatiu equilibri en els saldos migratoris nets, que es va perllongar fins a mitjan anys 1990. En l'actualitat es pensa també que les noves generacions d'espanyols nascuts a l'estranger retornen hagut de principalment a treball-valor que resulta més atractiva per l'euro.[cita
El dinamisme que va mostrar l'economia espanyola des de llavors, pot explicar el fort creixement de la immigració. Des de l'any 2000, Espanya ha presentat una de les majors taxes d'immigració anual del món (de tres a quatre vegades major que la taxa mitjana dels Estats Units, vuit vegades més que la francesa. L'any 2005 només era superada en termes relatius en el continent europeu per Xipre i Andorra.) En l'actualitat, no obstant això, la seva taxa d'immigració neta anual arriba només al 0,99 %, ocupant el lloc número 15 dins de la Unió Europea. És a més, el novè país de la UE amb major percentatge d'immigrants, per sota de països com Luxemburg, Irlanda, Àustria o Alemanya.
Espanya és, a més, el desè país del planeta que més immigrants té en nombres absoluts, per darrere de països com Estats Units, Rússia, Alemanya, Ucraïna, França, Canadà o el Regne Unit. En els cinc anys posteriors a l'any 2000, la població estrangera va multiplicar per quatre, assentant-se al país gairebé tres milions de nous habitants. Segons el cens de 2014, el 10,7 % dels residents a Espanya era de nacionalitat estrangera. A causa de la crisi econòmica que travessa Espanya, del 2010 al 2011, es va produir un descens per primera vegada en la història de 37056 persones en xifres absolutes.
Des de 1998 el nombre d'immigrants empadronats a Espanya no va parar de créixer fins al 2013, que va parar de créixer.
L'article tercer de la Llei 16/2003 de Cohesió permetia que immigrants tenien l'accés garantit a la sanitat finançada públicament fins a la reforma feta amb el Reial Decret Llei 16/2012 que exclogué als immigrants empadronats i sense permís de residència (immigrants en situació irregular).
En 2014, la població d'origen forà representava el 10,7 % d'una població total registrada de 46,7 milions de persones. Això contrasta amb l'ocorregut a mitjan anys 90, quan el seu nombre era de prop d'un milió i el seu percentatge rondava el 2,5 % de la població total.
El 2015 les Corts valencianes aprovaren un decret que permetia l'accés universal a l'assistència sanitària. Arribà a tindre 20.000 usuaris immigrants baix aquesta norma. El Tribunal Constitucional d'Espanya el declarà inconstitucional, anul·lant-lo a finals del 2017. A Catalunya va ocórrer un cas similar amb una llei aprovada el 2017 que fou suspesa pel Tribunal Constitucional el 2018.
L'ajuntament de València no podia admetre a tràmit les sol·licituds d'ajudes per a pagar el servei de guarderies per als fills dels immigrants sense papers el 2017. La regidora d'educació explicava la causa per la Llei de Subvencions d'Espanya.
Durant l'última dècada l'origen dels immigrants s'ha diversificat. El gener de 1998, els immigrants provinents de la UE-15 constituïen el 41,3 % del total de residents no nascuts a Espanya.El gener de 2011, el seu percentatge suposava menys del 20 %. Al mateix temps, el major augment ho registraven els immigrants de països europeus no inclosos en la categoria UE-15, especialment aquells provinents de l'aquest europeu.
El nombre d'immigrants europeus de països fora de la UE-15 entre 1998 i 2011, i el seu pes percentual en el total de la immigració va passar de 6,6 % a 21 %. Considerant els països d'origen de la immigració veiem que en 1998 les cinc nacionalitats dominants eren marroquines (190497), francesos (143023), alemanys (115395), britànics (87808) i argentins (61323). En 2011 aquesta llista era: romanesos (809409), marroquins (766187), equatorians (478894), britànics (392577) i colombians (372541).
El govern valencià i l'empresa Baleària van acordar el 2015 recollir refugiats arribats a l'illa de Lesbos amb un vaixell de l'empresa amb capacitat per a 1.100 persones. El govern espanyol no ho va permetre afirmant que això és un procediment europeu. Amb el canvi de govern ocorregut a mitjans del 2018, el govern espanyol, baix la presidència de Pedro Sánchez, oferí a l'ONU el port de València perquè hi atracara el vaixell Aquarius, de l'organització no governamental SOS Méditerranée, carregat amb 629 immigrants, després que aquest tinguera denegat l'atracament a Itàlia i Malta per les respectives autoritats. El govern central confirmà que part dels immigrants que arribarien del vaixell Aquarius seria enviat a centres d'internament d'estrangers i després expulsats.

## Distribució de la immigració a Espanya
La població estrangera se sol concentrar a les zones de major dinamisme econòmic del país, i per punt amb major necessitat de mà d'obra. Així, les zones d'Espanya amb major proporció d'immigrants són Madrid i la seva àrea d'influència, l'arc mediterrani i les illes. En el cas dels immigrants comunitaris, molts busquen el poder gaudir d'un clima més suau que el dels seus països d'origen; d'aquesta manera, els residents de la Unió Europea se solen concentrar en les costes de Llevant, Andalusia, Catalunya, Balears i Canàries. Per contra, les regions amb menor proporció d'immigrants en el 2005 són Extremadura (2,3% enfront del 8,46% nacional), Astúries (2,5%), Galícia (2,5%), País Basc (3,4%), Castella i Lleó (3,6%) i Cantàbria (3,7%). Cal assenyalar que el 44,81% de tots els immigrants censats a Espanya es reparteixen entre tan sols tres províncies (Madrid, Barcelona i Alacant).
Segons el cens de 2009, la localitat espanyola amb major proporció d'estrangers és Sant Fulgenci (Alacant), on el 77,58% dels seus 12030 habitants són no espanyols. Els únics municipis de més de 10000 habitants on els estrangers superen als nacionals són Rojals (65,25% d'estrangers), Teulada (60,37%), Calp (58,61%), Xàbia (51,22%) i l'Alfàs del Pi (50,89%), tots ells a la província d'Alacant, que és la província amb major percentatge d'immigrants del país. La ciutat de més de 50000 habitants amb major proporció d'estrangers és Torrevella (amb un 47,65% de forans sobre 84348 habitants), també a Alacant, i la capital de província amb major percentatge és Castelló de la Plana (15,23% sobre 167455 habitants).[cita
D'altra banda, la distribució geogràfica dels immigrants depèn també en gran manera de la seva nacionalitat. A Madrid i Catalunya, la suma d'iberoamericans i africans (explicant magrebins) representa en ambdues comunitats dos terços dels immigrants, si bé a Catalunya hi ha el doble d'africans que d'iberoamericans i a Madrid succeeix el contrari. Els marroquins són la colònia més nombrosa a Catalunya i Andalusia, i el 55,5% de tots els pakistanesos del país es troben a Catalunya (dades INE, 2022). La major part dels equatorians es troben entre Madrid (un 28% l'any 2022), Barcelona i Murcia. Els britànics són majoritaris a Alacant i Màlaga; els alemanys, a Balears i Canàries. Per la seva banda, gairebé la meitat dels romanesos d'Espanya resideixen entre Madrid i Castelló.

## Origen dels immigrants

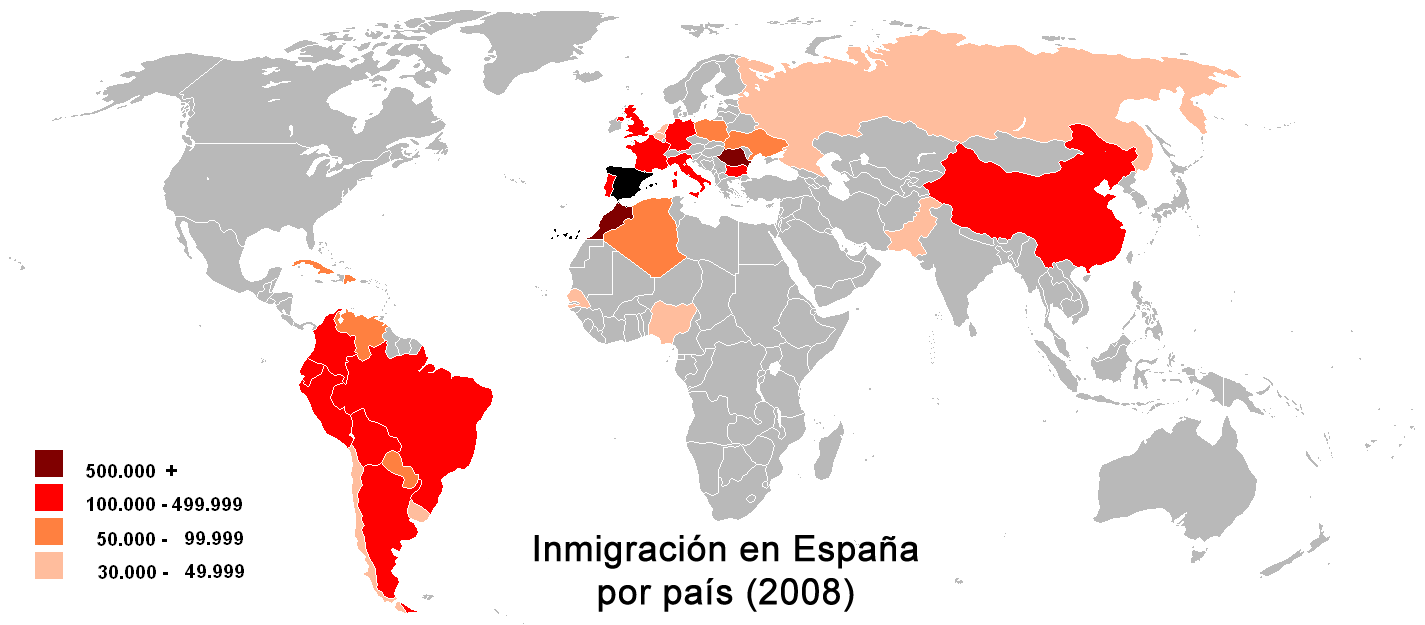
Països origen

La immigració a Espanya és molt variada i està dominada per la procedent d'àrees culturalment properes. A Espanya, la majoria dels immigrants provenen d'Iberoamèrica (el 36,21 % del total d'estrangers establerts a Espanya, segons el cens INE 2006); els segueixen després els procedents de la Unió Europea (34,45 %) i del nord d'Àfrica (14,83 %). A gran distància es troben els estrangers provinents de l'Europa no comunitària (4,40 %), l'Àfrica subsahariana (4,12 %), l'Extrem Orienti (2,72 %), el Subcontinent indi (1,67 %), Amèrica del Nord (0,66 %) i Filipines (0,48 %). De la resta d'Àsia i d'Oceania només són originaris el 0,50 % restant, mentre que estan registrats un 0,02 % d'apàtrides.
Per nacionalitats, les més presents són la marroquina (que ha experimentat una reculada en els últims anys a causa de la concessió de nacionalitat espanyola a desenes de milers de ciutadans marroquins), la romanesa, la britànica, la italiana i l'equatoriana. En la taula següent es descriu el creixement registrat per les comunitats d'immigrants més grans d'Espanya en 2007, i entre els censos de 2001 i 2006. Les que més van créixer en aquest període van ser la paraguaiana (+2980 %, encara que partint des de nivells molt baixos), la boliviana (+2012 %) i la romanesa (+1187 %). Existeix també una important comunitat procedent de Guinea Equatorial, però molts dels immigrants que van arribar d'aquest país (en la majoria dels casos per motius polítics) són ciutadans espanyols de ple dret en haver nascut durant la colonització espanyola del mateix.

### Immigrants regulars a Espanya
Es tratar els estrangers amb certificat de registre o targeta de residència en vigor, ambdues estadístiques procedeixen de fitxers cedits per la Direcció general de la Policia i de la Guàrdia Civil i explotats per l'Observatori Permanent de la Immigració. Aquestes xifres no tenen en compte els treballadors transfronterers, els sol·licitants d'asil, els apàtrides, els que es troben a Espanya en situació d'estada, i els que tenien caducada la seva documentació i estaven en tràmits de renovar-la.
A 1 de gener de 2017, i tenint en compte aquestes consideracions, la xifra d'immigrants regulars a Espanya era de 4549858 persones.
| Lloc | País            | 1 de gener de 2017 | 31 de desembre de 2023 |
| ---- | --------------- | ------------------ | ---------------------- |
| 1    | Marroc          | 747.872            | 787.317                |
| 2    | Ucraïna         | 102.786            | 274.491                |
| 3    | R.P. de la Xina | 207.593            | 236.725                |
| 4    | Veneçuela       | ND                 | 168.736                |
| 5    | Colòmbia        | 145.055            | 156.266                |
| 6    | Equador         | 141.582            | 115.814                |
| 7    | Pakistan        | 79.367             | 92.682                 |
| 8    | Senegal         | ND                 | 74.940                 |
| 9    | Rússia          | ND                 | 74.324                 |
| 10   | Perú            | ND                 | 71.151                 |
| 11   | Bolívia         | 102.236            | 56.410                 |
| 12   | Hondures        | ND                 | 57.770                 |
| 13   | Algèria         | ND                 | 56.295                 |
| 14   | Índia           | ND                 | 48.321                 |
| 15   | Paraguai        | ND                 | 46.257                 |

## Causes de la immigració a Espanya
La immigració a Espanya presenta un caràcter multifactorial. Entre les seves principals causes es troben:
- El factor més important d'atracció migratòria és el desenvolupament econòmic que ha demostrat Espanya des de 1993. Basada en un creixement de la construcció i el turisme, l'economia espanyola ha vingut requerint des de llavors una gran quantitat de mà d'obra. En 2005, el país havia creat uns 900000 treballs nets, dels quals prop d'un 40 % s'ha ocupat per estrangers.
- La identitat cultural i lingüística amb Iberoamèrica, d'on procedeixen el 36,21 % dels estrangers que hi havia a Espanya en 2006, és un important factor d'elecció per als migrants d'aquesta procedència.
- La suavitat del clima en el context europeu i l'atracció per la manera de vida, seguint l'efecte Sun Belt. El 21,06 % dels estrangers que hi ha a Espanya procedeixen d'Europa Occidental, especialment de Regne Unit, concentrant-se a les regions insulars i a Alacant i Màlaga. Molts d'ells són immigrants d'alt ingressos: jubilats, treballadors a distància amb Internet o que estableixen negocis, en general relacionats amb l'hostaleria.
- La proximitat geogràfica al continent africà: amb fronteres terrestres amb el Marroc, les illes Canàries properes a l'oest africà i el propi sud peninsular proper al Magrib. La renda per capita espanyola era, en 2001, dotze vegades superior a la d'un marroquí; així, la frontera hispanomarroquina és la més desigual en termes econòmics de tota l'OCDE. El 18,13 % dels estrangers censats a Espanya en 2006 procedien d'aquest continent, molt especialment del Marroc.

## Conseqüències de la immigració a Espanya

### Conseqüències demogràfiques
La conseqüència més cridanera de la immigració a Espanya ha estat l'augment de la població: així, entre 1998 i 2005 Espanya havia crescut en 4 255 880 habitants, la qual cosa representa un creixement del 10,68 % de la població en 7 anys. La major part d'aquesta xifra es deu a l'arribada massiva d'immigrants durant aquest període.
A més, la major taxa de natalitat de la població immigrant és la principal causa del repunt de la fecunditat que s'ha produït al país, passant d'una taxa bruta de natalitat del 9,19‰ al 10,73‰ entre 1998 i 2005. En 2005, el 15,02 % dels naixements registrats a Espanya van ser obra de dones de nacionalitat estrangera, encara que només va ser estrangera el 8,46 % de la població espanyola i el 10,64 % de les dones en edat fèrtil residents a Espanya.
D'altra banda, com la major part de la població que immigra sol tenir entre 25 i 35 anys, el creixement és major en aquest grup d'edats i en conseqüència es rejoveneix la població espanyola. Així, el 51,91 % dels estrangers residents a Espanya té entre 20 i 39 anys, enfront d'un 32,66 % del total d'habitants d'Espanya que es troben en aquesta franja d'edat.
Una de les conseqüències de la Crisi econòmica de 2008-2010, la Crisi immobiliària espanyola de 2008 i l'alta Desocupació a Espanya ha estat la reducció de la natalitat en la població immigrant tant per la falta de recursos com per l'assumpció de pautes de natalitat de la població autòctona -pocs fills-. De fet, s'ha invertit la situació, tenint més emigrants que immigrants i tornant al flux negatiu migratori.

### Conseqüències lingüístiques
A causa de la forta immigració que ha rebut Espanya des dels anys 1990, han aparegut comunitats bilingües relativament importants. Les llengües al·lòctones més parlades a Espanya són les següents:
- L'àrab, principalment àrab marroquí, és la llengua majoritària entre els immigrants procedents del Magrib. En 2006 havia empadronats a Espanya 618332 ciutadans de nacionalitat marroquina, algeriana, egípcia, siriana, libanesa, jordana, tunisenca i iraquiana. Els àrabs es troben repartits per tot Espanya, encara que la seva presència és major a Ceuta, Catalunya i Andalusia que en altres comunitats.

- El romanès, parlat per l'àmplia colònia d'origen romanès (407.159 empadronats en 2006, la tercera major) i per moldaus (11.330). Són especialment nombrosos en la Comunitat de Madrid, Castella-la Manxa, Aragó i Comunitat Valenciana.

- L'anglès, parlat principalment a les províncies de Màlaga i d'Alacant per ciutadans originaris del Regne Unit. Existeixen 315.122 empadronats a Espanya (INE 2006) de nacionalitats britànica, irlandesa, nord-americana, canadenca o australiana. Els anglesos constitueixen més del 30 % de la població en nombrosos municipis de les costes alacantina i malaguenya, on posseeixen periòdics i canals de radi propis. La seva presència també és significativa a Balears, Murcia i Almeria.

- L'alemany, parlat fonamentalment en els arxipèlags balear i canari. Hi havia, en 2006, 173.651 ciutadans empadronats a Espanya de nacionalitats alemanya, suïssa o austríaca.

- Els idiomes amazics, parlats per part dels 563.012 marroquins que resideixen a Espanya. El rifeny és la llengua més parlada entre els immigrants de Melilla.

- El quítxua, parlat per part dels peruans i equatorians; i el quítxua meridional, pels bolivians establerts a Espanya.

- El portuguès, parlat per immigrants portuguesos (principalment a Galícia i a Castella i Lleó) i brasilers (repartits per tot Espanya). Els empadronats a Espanya d'aquestes dues nacionalitats sumen 153076 l'any 2006.

- El wu, llengua sinítica parlada per la majoria dels immigrants xinesos que hi ha a Espanya, procedents principalment de la província de Zhejiang. Hi ha 104681 ciutadans de nacionalitat xinesa empadronats a Espanya (2006). Una fracció apreciable d'aquestes persones també són capaces de parlar xinès mandarí.

- El búlgar. Hi ha 101617 búlgars empadronats a Espanya, i és la nacionalitat estrangera predominant a les províncies de Valladolid i Segòvia.

- El francès, present a Espanya des de l'Edat Moderna a través de les colònies de comerciants francesos assentats en ciutats com Cadis, Sevilla, Alacant o Barcelona. Després de la Guerra d'Independència Algeriana, més de 30.000 pieds noirs (francesos d'Algèria) es van instal·lar a Espanya, principalment a la província d'Alacant. A Espanya hi havia en 2006 90.021 empadronats de nacionalitat francesa, 29.526 de nacionalitat belga i 15.385 de nacionalitat suïssa. Així mateix, hi ha molts immigrants de països africans que han estat colònies franceses o belgues i on perdura el francès com a llengua oficial o important (Algèria, el Marroc, Senegal, etc.).

- Les llengües de l'Àfrica subsahariana entre les quals destaquen per nombre de parlants el ful, el wólof, el mandinkà i el soninké.

### Conseqüències sobre l'Estat de Benestar
Segon un estudi publicat el 2011, i lloat pel seu rigor per Luis Moreno de l'Institut de Polítiques i Béns Públics del CSIC, les dades analitzades mostraven que, contràriament a part d'allò que opina una part considerable dels espanyols, els immigrants no abusaven o sobreutilitzaven les prestacions i serveis socials sinó que, a més, aportaven més a l'Estat de Benestar espanyol que el que rebien. En una nota de premsa sobre l'estudi recalquen que: menys de l'1% dels pensionistes són d'origen estranger (dels quals més de la mitat són d'origen europeu); hi ha un càlcul que afirma que l'alta taxa d'activitat dels immigrants contribuiria cap al futur a l'ajornament de l'entrada en situació de dèficit per part del sistema de pensions i ajornaria l'envelliment de la població; la consulta al metge de capçalera per part dels immigrants és d'un 7% menys respecte els nacionals, un 16,5% menys a l'especialista i un 3,2% més a urgències; la proporció de la despesa sanitària que absorbeixen és un poc més del 5% del total; el 30% viuen en la pobresa, front el 18% dels autòctons en la mateixa situació; i solament un "6,8% de les intervencions dels serveis socials es dirigeixen a la població immigrant".
Un informe fet pel Consell Econòmic i Social d'Espanya publicat el 2018 va concloure que:
La immigració no suposa un llast per a l'Estado del Benestar espanyol, sinó més bé al contrari, cosa que planteja la necessitat que les Administracions públiques realitzen un esforç per a nutrir els debats polítics sobre la immigració amb informació contrastada, i contribuir així a corregir els biaixos de percepció de l'opinió pública que puguen existir.